# Paulo Mandlate
Paulo Mandlate SSS (* 4. Februar 1934 in Macupalane, Manjacaze, Provinz Gaza, Portugiesisch-Ostafrika; † 21. August 2019 in Maputo) war ein mosambikanischer Ordensgeistlicher und Bischof von Tete.

## Leben
Paulo Mandlate trat der Ordensgemeinschaft der Eucharistiner bei und empfing am 6. Januar 1968 die Priesterweihe. 
Papst Paul VI. ernannte ihn am 31. Mai 1976 zum Bischof von Tete. Die Bischofsweihe spendete ihm der Koadjutorbischof von Beira, Jaime Pedro Gonçalves, am 26. September desselben Jahres; Mitkonsekratoren waren Luís Gonzaga Ferreira da Silva SJ, Bischof von Lichinga, und Alberto Setele, Bischof von Inhambane.
Am 18. April 2009 nahm Papst Benedikt XVI. seinen altersbedingten Rücktritt an.